# Saint-Louet-sur-Seulles
Pour les articles homonymes, voir Saint-Louet et Seulles (homonymie).
Saint-Louet-sur-Seulles est une commune française, située dans le département du Calvados en région Normandie, peuplée de 135 habitants.

## Géographie
La commune est en Pré-Bocage — désignation récente, sorte de seuil du Massif armoricain —, aux confins du Bocage virois, du Bessin et de la plaine de Caen, dans la vallée de la Seulles. Son bourg est à 2,5 km au nord de Villers-Bocage, à 12 km à l'est de Caumont-l'Éventé et à 12 km au sud de Tilly-sur-Seulles.
Le point culminant (141/143 m) se situe au centre, au sommet de la colline qui constitue le territoire de la commune. Le point le plus bas (77 m) correspond à la sortie de la Seulles du territoire, au nord. La commune est bocagère.
| Anctoville        | Anctoville              | Anctoville, Villy-Bocage |
| Anctoville        | Saint-Louet-sur-Seulles | Villy-Bocage             |
| Amayé-sur-Seulles | Tracy-Bocage            | Villy-Bocage             |

Le 1er janvier 2017, la commune passe de l'arrondissement de Caen à celui de Vire

### Hydrographie
La commune est située dans le bassin Seine-Normandie. Elle est drainée par la Seulles, la Seulline, le ruisseau David, le ruisseau du Coudray, le fossé 01 des Ponts et divers autres petits cours d'eau,.
La Seulles, d'une longueur de 72 km, prend sa source dans la commune de Dialan sur Chaîne et se jette  dans la baie de Seine à Courseulles-sur-Mer, après avoir traversé 31 communes. 
La Seulline, d'une longueur de 11 km, prend sa source dans la commune de Seulline et se jette  dans la Seulles à Villy-Bocage, après avoir traversé six communes. 

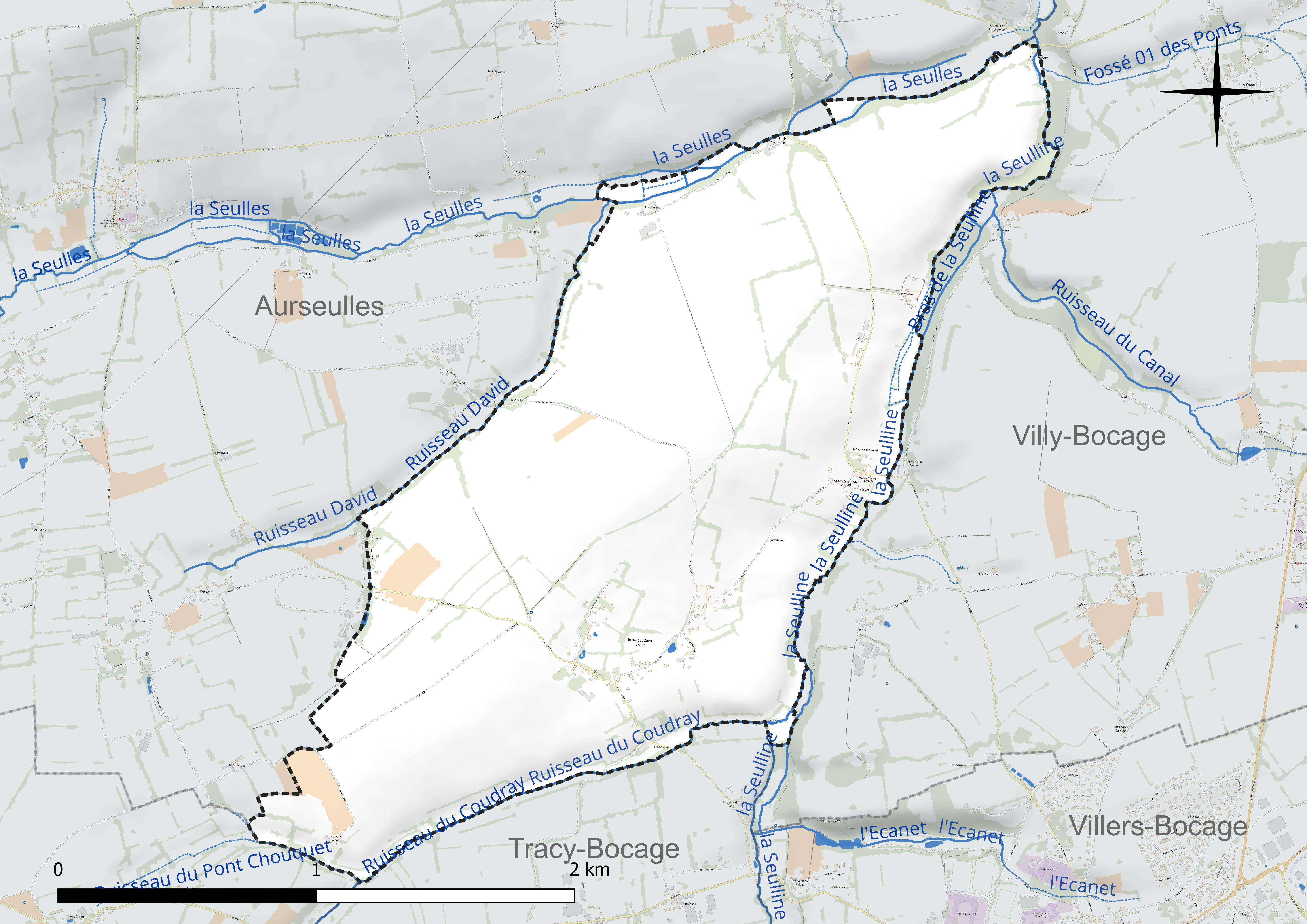
Réseau hydrographique de Saint-Louet-sur-Seulles.

### Climat
Pour des articles plus généraux, voir Climat de la Normandie et Climat du Calvados.
En 2010, le climat de la commune est de type climat océanique franc, selon une étude du CNRS s'appuyant sur une série de données couvrant la période 1971-2000. En 2020, Météo-France publie une typologie des climats de la France métropolitaine dans laquelle la commune est exposée à un climat océanique et est dans la région climatique  Normandie (Cotentin, Orne), caractérisée par une pluviométrie relativement élevée (850 mm/a) et un été frais (15,5 °C) et venté. Parallèlement le GIEC normand, un groupe régional d'experts sur le climat, différencie quant à lui, dans une étude de 2020, trois grands types de climats pour la région Normandie, nuancés à une échelle plus fine par les facteurs géographiques locaux. La commune est, selon ce zonage, exposée à un « climat contrasté des collines », correspondant au Bocage normand, bien arrosé, voire très arrosé sur les reliefs les plus exposés au flux d'ouest, et frais en raison de l'altitude.
Pour la période 1971-2000, la température annuelle moyenne est de 10,5 °C, avec  une amplitude thermique annuelle de 12 °C. Le cumul annuel moyen de précipitations est de 844 mm, avec 13 jours de précipitations en janvier et 7,8 jours en juillet. Pour la période 1991-2020, la température moyenne annuelle observée sur la station météorologique la plus proche, située sur la commune de Seulline à 7 km à vol d'oiseau, est de 11,3 °C et le cumul annuel moyen de précipitations est de 992,2 mm,. Pour l'avenir, les paramètres climatiques de la commune estimés pour 2050 selon différents scénarios d'émission de gaz à effet de serre sont consultables sur un site dédié publié par Météo-France en novembre 2022.

## Urbanisme

### Typologie
Au 1er janvier 2024, Saint-Louet-sur-Seulles est catégorisée commune rurale à habitat dispersé, selon la nouvelle grille communale de densité à 7 niveaux définie par l'Insee en 2022.
Elle est située hors unité urbaine. Par ailleurs la commune fait partie de l'aire d'attraction de Caen, dont elle est une commune de la couronne,. Cette aire, qui regroupe 296 communes, est catégorisée dans les aires de 200 000 à moins de 700 000 habitants,.

### Occupation des sols
L'occupation des sols de la commune, telle qu'elle ressort de la base de données européenne d'occupation biophysique des sols Corine Land Cover (CLC), est marquée par l'importance des territoires agricoles (99,6 % en 2018), une proportion identique à celle de 1990 (99,6 %). La répartition détaillée en 2018 est la suivante : 
terres arables (52,7 %), prairies (46,2 %), zones agricoles hétérogènes (0,8 %), espaces verts artificialisés, non agricoles (0,4 %). L'évolution de l'occupation des sols de la commune et de ses infrastructures peut être observée sur les différentes représentations cartographiques du territoire : la carte de Cassini (XVIIIe siècle), la carte d'état-major (1820-1866) et les cartes ou photos aériennes de l'IGN pour la période actuelle (1950 à aujourd'hui).

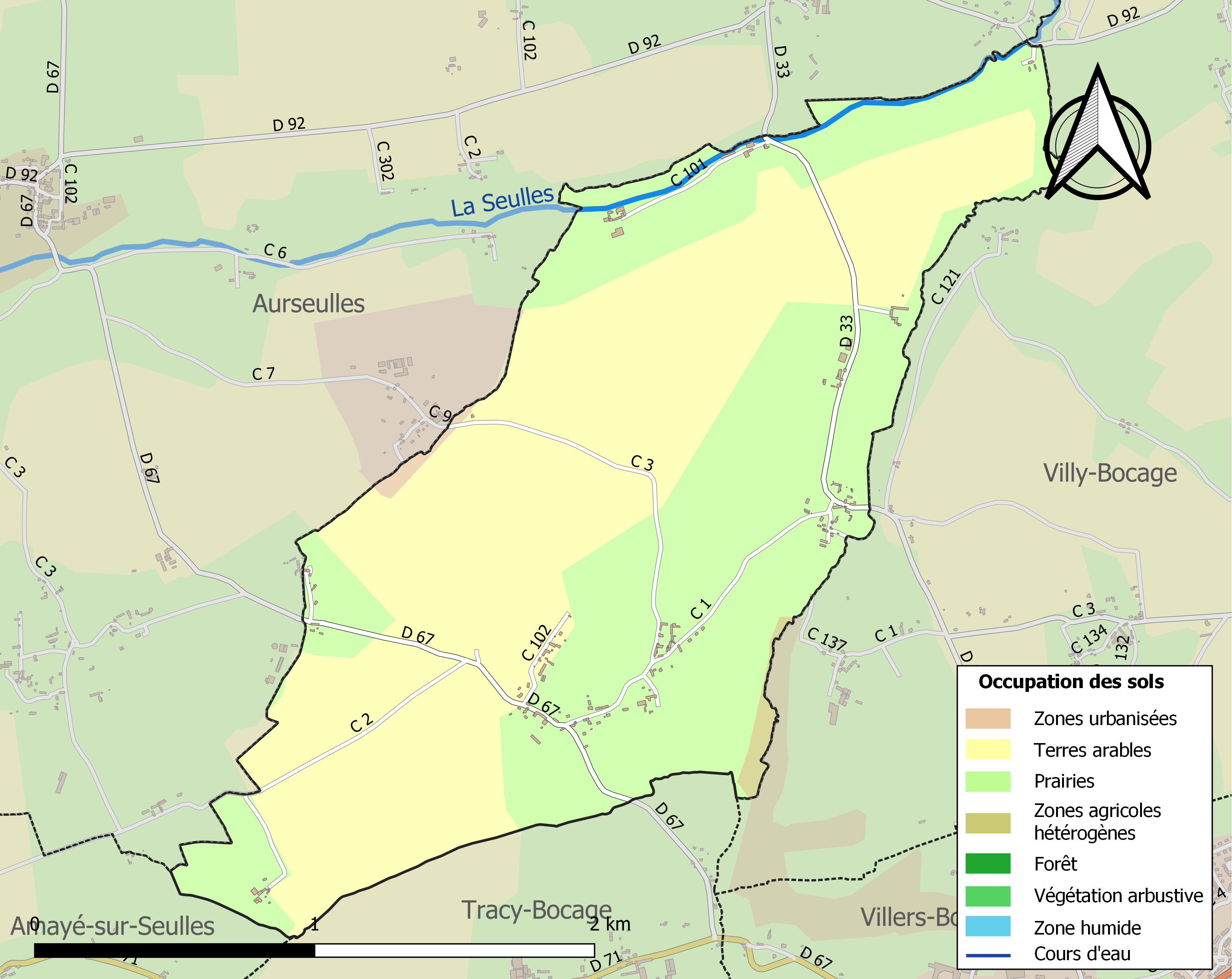
Carte des infrastructures et de l'occupation des sols de la commune en 2018 (CLC).

## Toponymie
L'hagiotoponyme est attesté sous la forme Sanctus Laudulus au XIVe siècle.
La paroisse est dédiée à Laud de Coutances, dont Louet est une autre forme du nom.
La Seulles borde le territoire au nord.

## Politique et administration
| Période                                  | Période   | Identité         | Étiquette | Qualité                    |
| ---------------------------------------- | --------- | ---------------- | --------- | -------------------------- |
| ?                                        | 1983      | Fernand James    |           |                            |
| ?                                        | mars 2001 | Françoise Martin |           |                            |
| mars 2001                                | mars 2004 | Nicole Froissant |           |                            |
| mars 2004                                | En cours  | René Desmares    | SE        | Chauffeur routier retraité |
| Les données manquantes sont à compléter. |           |                  |           |                            |

Le conseil municipal est composé de onze membres dont le maire et deux adjoints.

## Démographie
L'évolution du nombre d'habitants est connue à travers les recensements de la population effectués dans la commune depuis 1793. Pour les communes de moins de 10 000 habitants, une enquête de recensement portant sur toute la population est réalisée tous les cinq ans, les populations de référence des années intermédiaires étant quant à elles estimées par interpolation ou extrapolation. Pour la commune, le premier recensement exhaustif entrant dans le cadre du nouveau dispositif a été réalisé en 2004.
En 2022, la commune comptait 135 habitants, en évolution de −10 % par rapport à 2016 (Calvados : +1,58 %, France hors Mayotte : +2,11 %).
Saint-Louet-sur-Seulles a compté jusqu'à 318 habitants en 1821.
| 1793 | 1800 | 1806 | 1821 | 1831 | 1836 | 1841 | 1846 | 1851 |
| ---- | ---- | ---- | ---- | ---- | ---- | ---- | ---- | ---- |
| 216  | 226  | 264  | 318  | 271  | 305  | 283  | 278  | 262  |

| 1856 | 1861 | 1866 | 1872 | 1876 | 1881 | 1886 | 1891 | 1896 |
| ---- | ---- | ---- | ---- | ---- | ---- | ---- | ---- | ---- |
| 262  | 218  | 214  | 195  | 190  | 187  | 191  | 184  | 174  |

| 1901 | 1906 | 1911 | 1921 | 1926 | 1931 | 1936 | 1946 | 1954 |
| ---- | ---- | ---- | ---- | ---- | ---- | ---- | ---- | ---- |
| 179  | 176  | 153  | 128  | 134  | 145  | 128  | 132  | 134  |

| 1962 | 1968 | 1975 | 1982 | 1990 | 1999 | 2004 | 2006 | 2009 |
| ---- | ---- | ---- | ---- | ---- | ---- | ---- | ---- | ---- |
| 156  | 158  | 165  | 128  | 144  | 171  | 175  | 172  | 187  |

| 2014 | 2019 | 2022 | - | - | - | - | - | - |
| ---- | ---- | ---- | - | - | - | - | - | - |
| 154  | 145  | 135  | - | - | - | - | - | - |

## Lieux et monuments
- Église Saint-Louet dont le portail du XIVe siècle fait l'objet d'une inscription au titre des Monuments historiques depuis le 16 mai 1927[29].

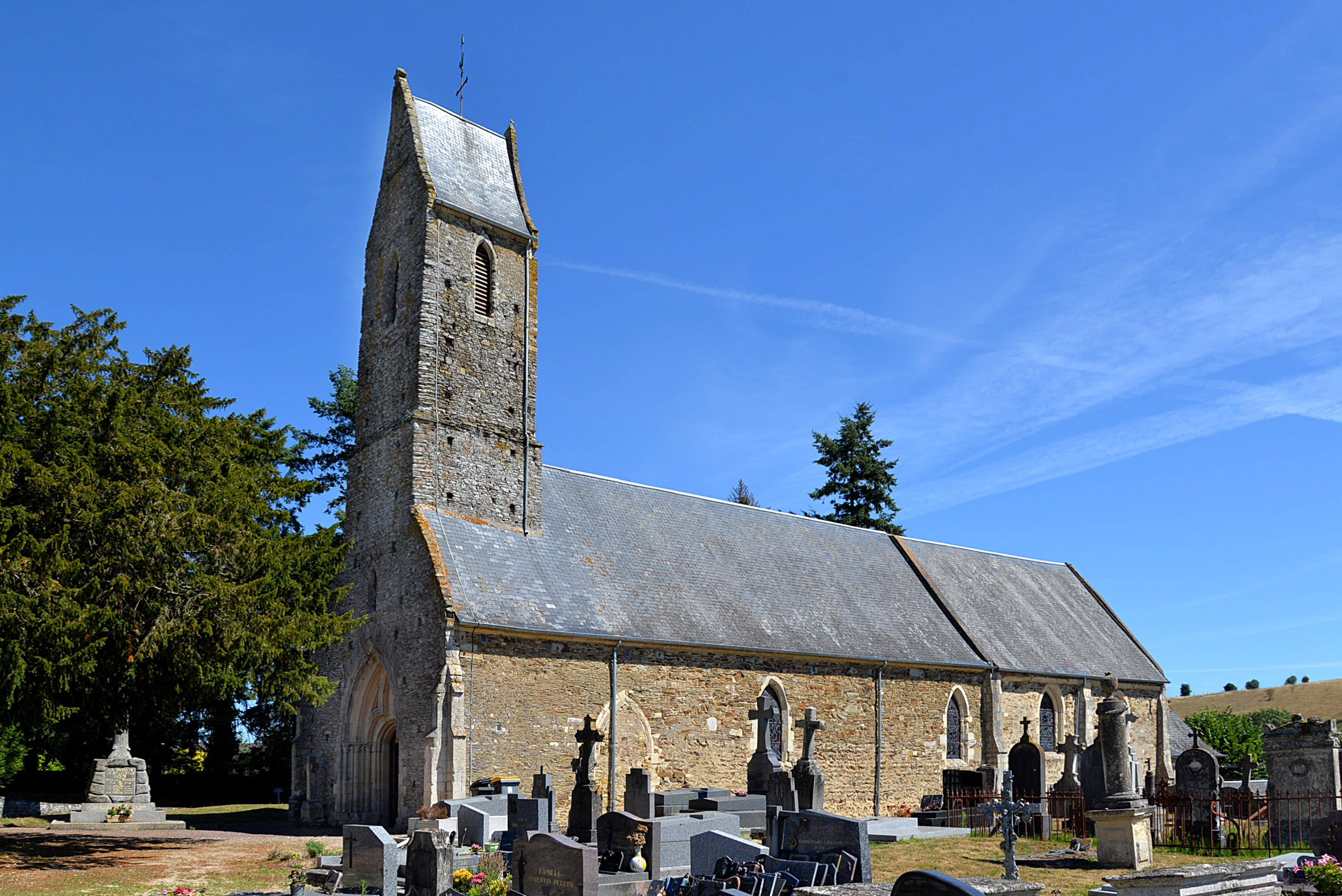
L'église Saint-Louet.
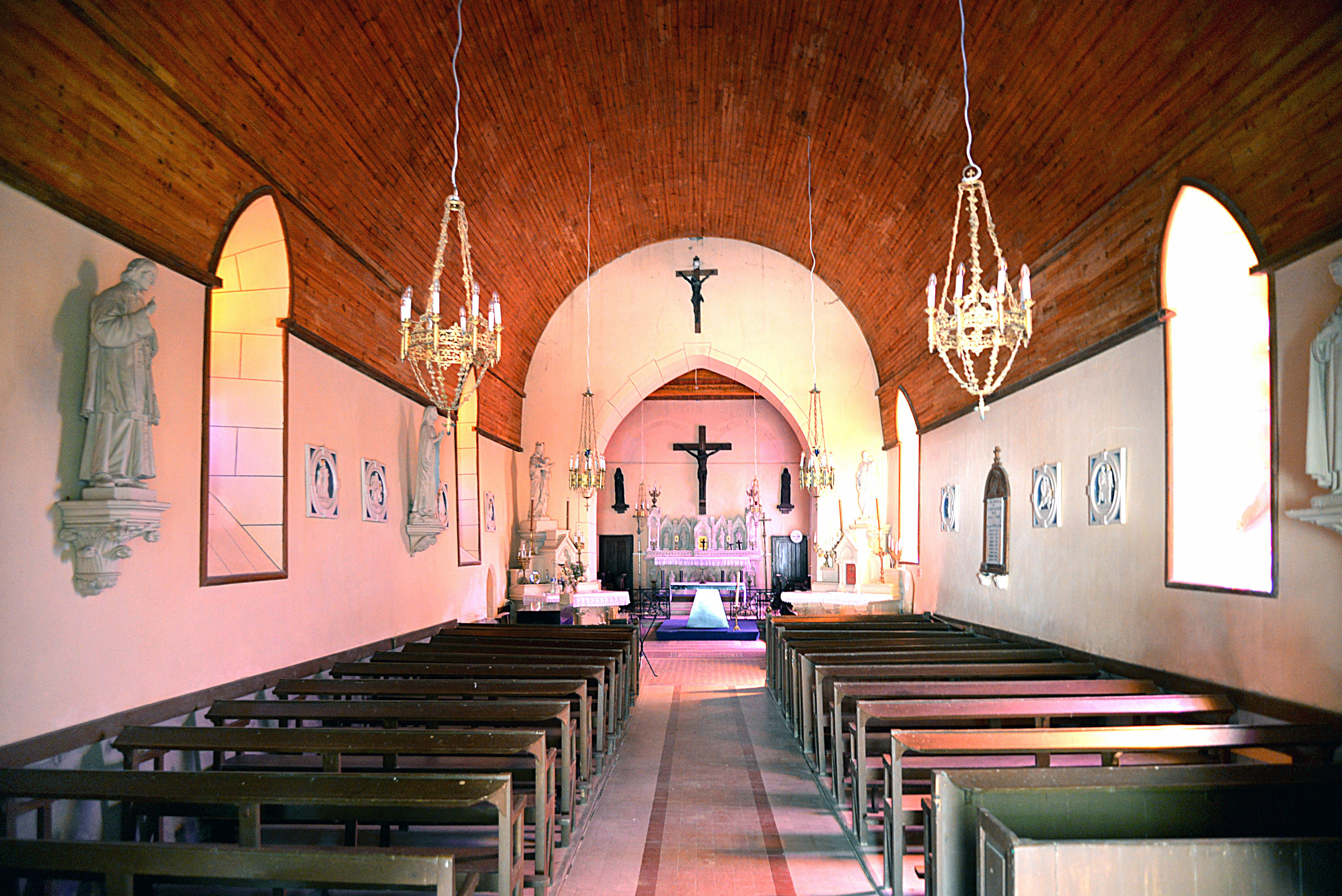
La nef de l'église Saint-Louet.
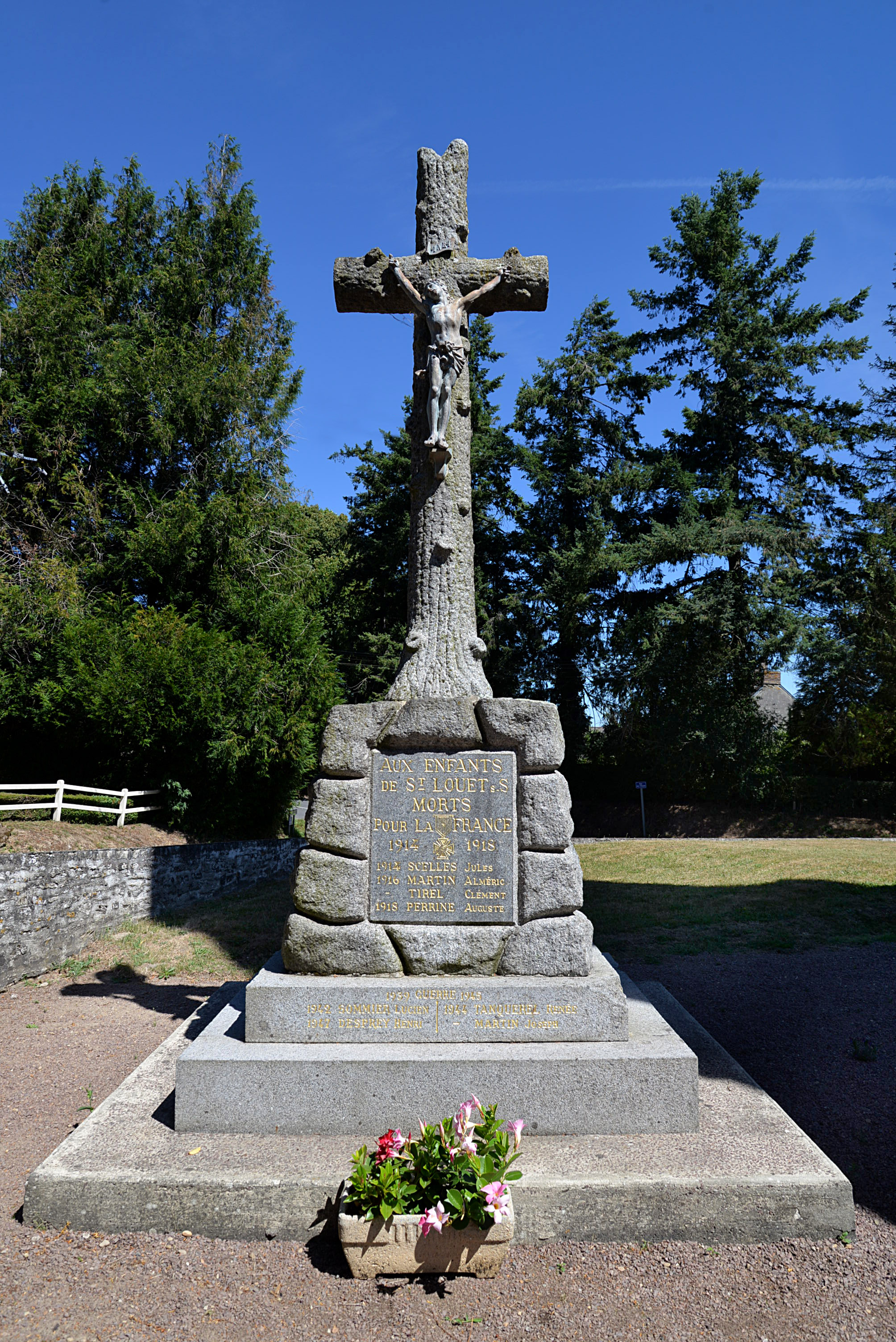
Le monument aux morts.

## Personnalités liées à la commune
- Jules Douénel, né le 20 septembre 1866 à Saint-Louet, fut le premier préfet apostolique du Sikkim (1929) avec siège à Kalimpong (aujourd'hui diocèse de Darjeeling). Missionnaire des Missions étrangères de Paris, il partit pour le Tibet, à Padong en 1892, où il construisit une église, une école et un orphelinat. Puis il construisit un couvent à Kalimpong. Il prit sa retraite en 1936 et mourut à Ooty, le 1er février 1940[30]. Il fut également l'auteur de plusieurs catéchismes.